# Kräftepaar

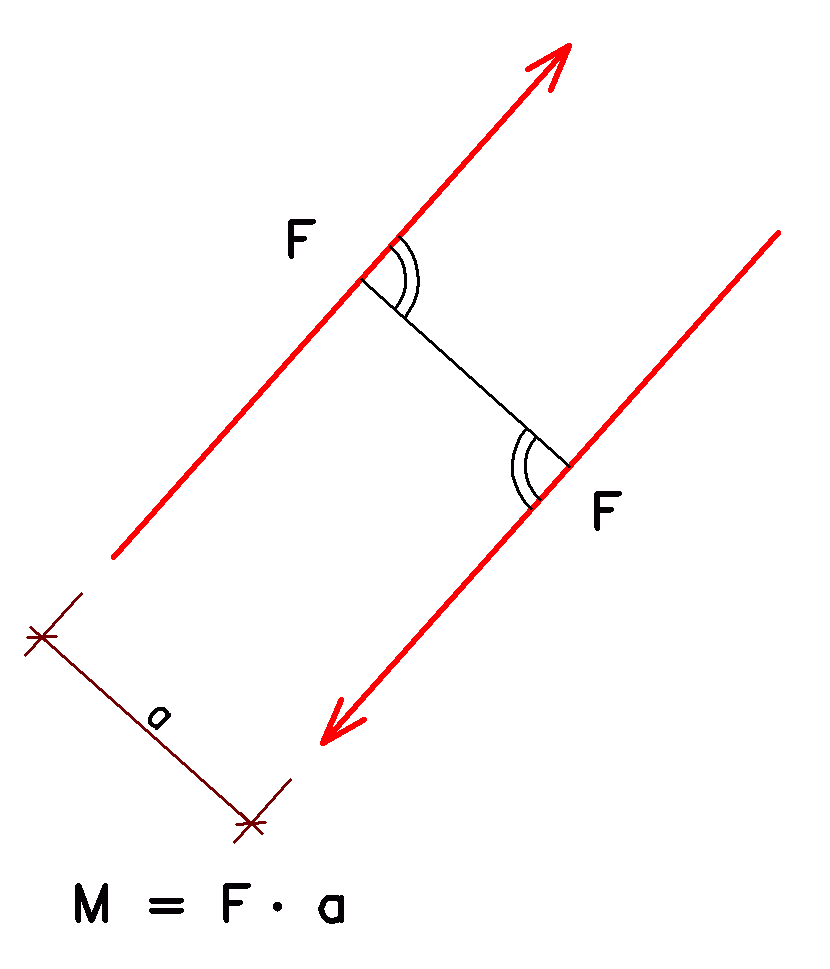
Kräftepaar:
Es erzeugt das Drehmoment a·F

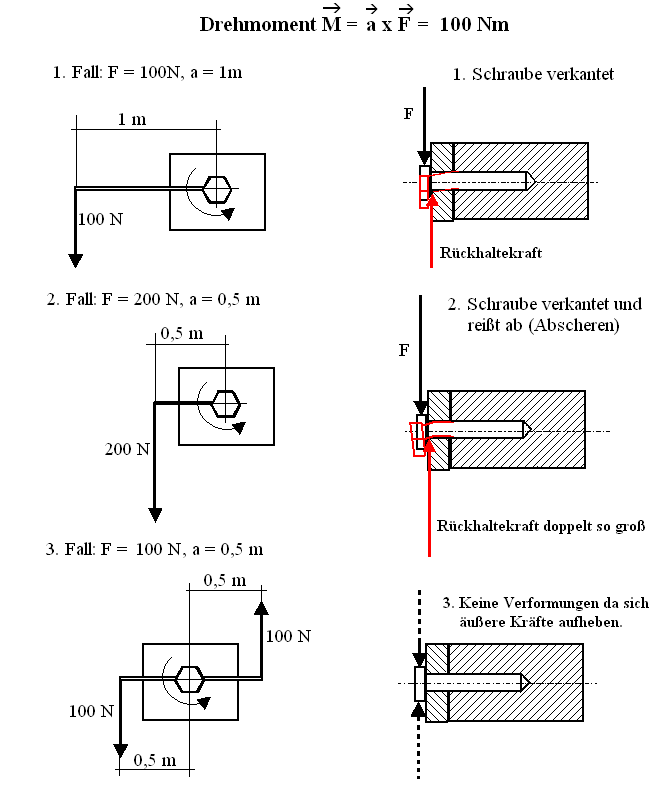
Drehmoment zum Drehen einer Schraube: nur als Kräftepaar (3. Fall) bewirkt es keine Querkraft am Schraubenkopf

Kräftepaar oder Kraftpaar ist ein Begriff aus der Technischen Mechanik und wurde von Louis Poinsot (1777–1859) 1803 eingeführt.
Das Kräftepaar besteht
- aus zwei gleich großen Kräften,
- die zueinander parallel sind, aber
- in zwei entgegengesetzte Richtungen wirken.

Ein Kräftepaar, das auf einen starren (nicht deformierbaren) Körper wirkt, kann dessen Massenmittelpunkt nicht verschieben, da die resultierende Kraft gleich null ist. Kräftepaare können den Körper nur um dessen Massenmittelpunkt drehen. Die Wirkung eines Kräftepaares auf einen starren Körper entspricht somit der Wirkung eines „Momentes einer einzelnen Kraft“, auch als „Kraftmoment“ bezeichnet oder (insbesondere in der Physik) als Drehmoment. (Eine Einzel-Kraft kann jedoch auch den Massenmittelpunkt verschieben.)
Der Betrag des durch das Kräftepaar hervorgerufenen Moments ist das Produkt aus dem Betrag einer der Kräfte {\displaystyle F} und dem senkrechten Abstand {\displaystyle a} der Kräfte:
{\displaystyle M=F\cdot a=2\cdot F\cdot {\frac {a}{2}}}.
Das Vorzeichen ergibt sich aus dem Drehsinn: Im Allgemeinen ist das Vorzeichen:
- für rechtsdrehende Momente negativ
- für linksdrehende positiv,

siehe auch mathematisch positiver Drehsinn.
Wenn auf einen Körper ausschließlich ein Kräftepaar wirkt, befindet sich dieser im Kräftegleichgewicht. Liegen beide Kräfte des Kräftepaars auf einer Linie, so befindet er sich zusätzlich auch im Momentengleichgewicht.
Das Kräftepaar ist bei der rechnerischen Behandlung des allgemeinen Kräftesystems (die Wirklinien der Kräfte schneiden sich nicht in einem gemeinsamen Punkt) am starren Körper nützlich. Die Kräfte lassen sich zu einer Einzelkraft und einem Kräftepaar zusammenfassen.

## Besonderheiten gegenüber Einzelkräften
Resultierende:
- Mehrere Einzelkräfte können in der Mechanik starrer Körper durch ihre resultierende Kraft ersetzt werden (Bei deformierbaren Körpern ändert sich die Wirkung). Mit "Wirkung" ist dabei eine Änderung des Bewegungszustandes gemeint, also eine Beschleunigung oder ein Abbremsen. Die inneren Kräfte ändern sich auch bei einem starren Körper. Betrag, Richtung und Angriffspunkt der Resultierenden hängen ab von Betrag, Richtung und Angriffspunkt der Einzelkräfte.
- Kräftepaare können jedoch nicht durch eine resultierende Einzelkraft ersetzt werden, sondern nur durch ein resultierendes Moment. Die Resultierende eines Kräftepaares ist immer gleich null.

Verschiebung und Angriffspunkt:
- Eine einzelne Kraft oder die Resultierende mehrerer Einzelkräfte darf in der Mechanik starrer Körper entlang ihrer Wirkungslinie verschoben werden, ohne dass sich die Wirkung auf die starren Körper ändert. Wird eine einzelne Kraft senkrecht zu ihrer Wirkungslinie verschoben, so muss zusätzlich ein Versetzungsmoment[6] (auch Verschiebe- oder Versatzmoment genannt) eingeführt werden, wenn die Wirkung auf den Körper gleich bleiben soll.
- Ein Kräftepaar kann dagegen in der Ebene, in der es wirkt, frei verschoben werden, ohne dass sich die Wirkung auf den starren Körper ändert.

Drehung:
- Einzelne Kräfte dürfen nicht gedreht werden, ohne die Wirkung auf den starren Körper zu ändern.
- Kräftepaare können um jeden beliebigen Winkel gedreht werden, solange sie in derselben Ebene bleiben und sich der Abstand zwischen den Kräften nicht ändert.

Momente:
- Das Moment eines Kräftepaares mit Betrag der Kräfte F und Abstand a, entspricht betragsmäßig dem Moment einer Einzelkraft F mit Hebelarm a: {\displaystyle M=F\cdot a}. Die von Kräftepaaren und Einzelkräften verursachten Momente können addiert werden (unter Beachtung des Vorzeichens).
- Ein Kräftepaar kann in der Mechanik starrer Körper durch ein entsprechendes Moment ersetzt werden; eine Einzelkraft nicht.
- Das Moment eines Kräftepaares ist unabhängig von seinem Angriffspunkt. Das Moment einer Einzelkraft dagegen hängt vom Bezugspunkt ab.
- Wenn sich alle Momente (von Kräftepaaren und Einzelkräften) bezüglich eines beliebigen Bezugspunktes im Gleichgewicht befinden, so befinden sie sich auch bezüglich jedes anderen Bezugspunktes im Gleichgewicht.

Gleichgewicht:
- Ein Kraftsystem, das nur aus einer einzelnen Kraft besteht, erfüllt das Momentengleichgewicht, aber nicht das Kräftegleichgewicht.
- Ein Kraftsystem, das aus nur einem Kräftepaar besteht, erfüllt umgekehrt das Kräftegleichgewicht, aber nicht das Momentengleichgewicht.